# Павленко Меланія Григорівна

Новатори заводу «Арсенал» ім. В. І. Леніна, Герої Соціалістичної Праці (зліва направо): Г. Я. Царик, В. П. Філіпов, М. Г. Павленко. 1966 р.

Меланія Григорівна Павленко (23 серпня 1920, село Трипілля, тепер Обухівського району Київської області — 4 грудня 1997, місто Київ) — українська радянська діячка, налагоджувальниця верстатів Київського заводу «Арсенал» імені Леніна. Герой Соціалістичної Праці (7.03.1960). Депутат Верховної Ради СРСР 6-го скликання.

## Біографія
Народилася в багатодітній бідній селянській родині Григорія Власовича та Марії Іванівни Літковських. Освіта початкова. Навчалася в Трипільській школі Обухівського району Київщини. У 1933 році, рятуючись від голоду, переїхала до Києва, де працювала нянькою.
У 1938—1939 роках — контовщиця кондитерської фабрики в Києві.
З 1939 року — револьверниця, налагоджувальниця (наладчиця) верстатів токарно-револьверної дільниці, токар Київського заводу «Арсенал» імені Леніна. Під час німецько-радянської війни перебувала разом із заводом в евакуації в Удмуртській АРСР та в місті Балашові Саратовської області.
Член КПРС з 1961 року.
Потім — на пенсії в Києві.

## Родина
Чоловік, Микола Павлович Павленко, працював наладчиком верстатів Київського заводу «Арсенал» імені Леніна. Дочки Лідія та Людмила.

## Нагороди
- Герой Соціалістичної Праці (7.03.1960)
- орден Леніна (7.03.1960)
- орден «Знак Пошани» (26.04.1971)
- медалі